# Zorzines recondita
Zorzines recondita là một loài bướm đêm trong họ Noctuidae.